# 竹山恭二
竹山 恭二（たけやま きょうじ、1931年3月 - 2008年8月6日）は、日本のアナウンサー、映像作家、文筆家。本名、同じ。
叔父は評論家・ドイツ文学者・小説家の竹山道雄。妻はTBSアナウンサーのちメディア史研究者の竹山昭子。

## 来歴
東京都生まれ。1953年に慶應義塾大学法学部政治学科を卒業。同年2月にラジオ東京（KR。のちの東京放送=TBS）へ入社、アナウンサー第2期生として編成局アナウンス課へ配属。報道番組を担当。
その後、1954年12月に編成局報道部テレビニュース課へ異動ののち、報道局テレビ報道部を経て、1967年2月に編成局放送部、1976年9月テレビ本部制作局制作部に在職。テレビニュース記者を務めたほか、ニュース番組やドキュメンタリー番組の制作、映像ライブラリー等を手掛けた。
1977年11月に制作部署を離れ、人事室開発センター、1978年2月テレビ本部テレビ営業局業務部、1983年11月企画調査局資料部にそれぞれ在職し、1986年3月にTBSを定年退職。
TBSを退職後は、文筆家、映像作家（記録映像作家）として活動（専攻は日本近現代史）。2005年、著書『報道電報検閲秘史 丸亀郵便局の日露戦争』で第53回日本エッセイスト・クラブ賞を受賞。
2008年8月6日10時30分、肺炎のため東京都中野区の病院で死去。77歳没。

## 家族
- 父の竹山初男は、岡田良一郎の三男・竹山淳平の長男。
- 父方大伯父に岡田良平、男爵一木喜徳郎。
- 父方叔父に竹山道雄、竹山謙三郎（日本女子大学教授）
- 母のみちは森島庫太の娘。
- 妻は竹山昭子

## 映像作品
- 各種ドキュメンタリー番組（TBS[注 2]）[1]
  - 現代の主役（テレビ。1966年2月3日 - 1967年12月28日[12]、木曜22時30分から23時00分まで[12]、全100回放送[12]） ※萩元晴彦、青柳泰彦、宝官正章とともに「制作」という肩書で参加[12]
- 「南の国からのメッセージ」[1]シナリオ[1][7]
- 「海と風と太陽」[1]シナリオ[1][7]
- 「モンバサ国際空港」[1]シナリオ[1][7]

### 映画
- 富士山直滑降（1966年）脚本[13]
- スキー野郎 氷河大滑降（1967年）脚本[14]
- 上海の西洋建築 EUROPEAN HOUSES IN SHANGHAI（1990年）脚本[15]

## 著書
- 『報道電報検閲秘史 丸亀郵便局の日露戦争』（「朝日選書」765。2004年12月、朝日新聞社） ISBN 4022598654
- 『平左衛門家始末 浜松・竹山一族の物語』（2008年3月、朝日新聞社） ISBN 4022504048